# Белая роза (роман)
«Белая роза» (нем. Die weiße Rose; 1929 год) — роман Б. Травена, впервые изданный в 1929 году.
Проблемой романа является успех американской нефтяной компании в покупке мексиканского ранчо, несмотря на то, что этому противился его владелец.
Травен сам работал в «Кондор ойл компани», которая и стала прототипом компании в романе. Роман был экранизирован.
Впервые роман был издан в Германии, а первый перевод на английский язык появился только в 1979 году.
После 1933 года роман был запрещён в Германии, как и другие произведения Травена.
В честь романа была названа группа Сопротивления «Белая роза» мюнхенского студенчества Третьему рейху. Она была образована в июне 1942 г. и просуществовала до февраля 1943 г. Почти все её участники были казнены.
Для Курта Тухольского, восхищавшегося Травеном, образ мистера Коллинса — самое любимое из удавшихся изображений коммерсантов в литературе.

## Издания
- B. Травен: Die weiße Rose. Büchergilde Gutenberg, Берлин, 1929.
- B. Травен: Die weiße Rose. Diogenes Verlag, Цюрих, 1983. ISBN 3-257-21102-3 (Werkausgabe Band 5, hrsg. von Edgar Päßler)